# Theofanis Gekas
Theofanis Gekas (Græsk: Θεοφάνης Γκέκας) (født 23. maj 1980 i Larisa, Grækenland) er en græsk fodboldspiller, der spiller som angriber. Gennem karrieren har han blandt andet repræsenteret de græske hold Larissa, Kallithea og Panathinaikos, de øvrige tyske klubber VfL Bochum, Bayer Leverkusen, Hertha Berlin og Eintracht Frankfurt, engelske Portsmouth, spanske Levante og tyrkiske Samsunspor og Akhisar Belediyespor.
I 2007 blev Gekas for Bochum topscorer i Bundesligaen med 20 mål.

## Landshold
Gekas står (pr. marts 2018) noteret for 73 kampe og 24 scoringer for Grækenlands landshold, som han debuterede for i 2005. Han repræsenterede sit land ved Confederations Cup 2005, samt ved EM i 2008.